# Югірі (1930)
Югірі (Yugiri, яп. 狭霧) — ескадрений міноносець Імперського флоту Японії, який брав участь у Другій світовій війні.
Корабель, який став чотирнадцятим серед есмінців типу «Фубукі», спорудили у 1931 році на верфі ВМФ у Майдзуру.
На момент вступу Японії до Другої світової війни «Югірі» належав до 20-ї дивізії ескадрених міноносців, яка 26 листопада 1941-го прибула з Японії до порту Самах (острів Хайнань). 4 грудня «Югірі» та ще 9 есмінців і легкий крейсер вийшли з Самаху, супроводжуючи 18 транспортів з військами для висадки на півострові Малакка. Через кілька діб на підході до півострова конвой розділився на 4 загони, які попрямували для висадки в Сурат-Тані і Патані, Сінгорі (все — Сіам) та Кота-Бару (британська Малая), при цьому «Югірі» та ще 3 есмінці забезпечували висадку в Сінгорі. Висадка успішно відбулася в ніч проти 8 грудня (тобто одночасно з нападом на Перл-Гарбор — але по іншу сторону лінії зміни дат), а невдовзі «Югірі» прибув до бухти Камрань (центральна частина узбережжя В'єтнаму).
13 грудня 1941-го «Югірі» та ще 10 есмінців вийшли з Камрані для супроводу Другого Малайського конвою, який 16 грудня розпочав розвантаження на півострові Малакка. 19 грудня він і далі прикривав транспорти, які перебували біля узбережжя Малакки, та разом із двома іншими есмінцями, «Аянамі» і «Уранамі», взяв участь у полюванні на нідерландський підводний човен O 20, яке завершилось потопленням останнього.
Відомо також, що 24 грудня 20-та дивізія та ще один есмінець і один легкий крейсер вийшли з Камрані для супроводу чергового конвою, що 30 грудня розпочав висадку в Кота-Бару на півострові Малакка.
16—19 січня 1942-го ескадра, до якої належав «Югірі», виходила з Камрані для супроводу 5 важких та 3 легких крейсерів. Такі дії пояснювались отриманням японським командуванням хибних даних про прибуття до Сінгапуру чергового британського лінкора.
Наприкінці січня 1942-го корабель взяв участь у операції в Ендау на східному узбережжі півострова Малакка (менш ніж за півтори сотні кілометрів від Сінгапура). 21 січня цей пункт захопили наземні війська, після чого для швидкого облаштування тут авіабаз до Ендау спрямували два транспорти, а «Югірі» та ще 5 есмінців і легкий крейсер забезпечували їх безпосереднє прикриття. 26 січня загін прибув до Ендау, після чого японські кораблі змогли відбити атаки авіації, а потім і нічний напад двох есмінців. В останньому випадку спершу легкий крейсер разом з одним есмінцем вступив із британськими кораблями у артилерійський бій та примусив їх до відступу, а потім «Югірі» та інші 4 есмінці атакували британців на відході та змогли потопити один корабель. За кілька діб загін прикриття прибув до Камрані.
Наступною операцією, у якій брав участь «Югірі», став десант на Суматру для оволодіння центром нафтовидобутку в Палембанзі. 11 лютого 1942-го він разом зі ще одним есмінцем вийшов з Камрані для супроводу другого ешелону транспортного конвою, який складався із 14 суден. В ніч на 15 лютого перший ешелон здійснив висадку на острів Бангка та став готуватись до просування по річці у напрямку Палембанга, де ще 14 числа японці викинули повітряний десант. Ввечері 16 лютого другий ешелон підійшов до району операції та почав розвантаження.
21—24 лютого 1942-го «Югірі» взяв участь у прикритті операцій з траління в районі Сінгапура.
8 березня 1942-го «Югірі» разом зі ще 5 есмінцями та 2 легкими крейсерами вийшли з Сінгапура як безпосередній ескорт 6 транспортів, що в ніч на 12 березня безперешкодно висадили десант на півночі Суматри. Після цього есмінець прибув до Пенангу (західне узбережжя півострова Малакка).
20 березня 1942-го «Югірі» та ще 6 есмінців та 2 легкі крейсери вийшли з Пенангу для супроводу 9 транспортів, що мали висадити десант на Андаманських островах. 23 березня відбулась висадка у Порт-Блер, яка не зустріла спротиву.
Тим часом японське ударне авіаносне з'єднання вийшло у Індійський океан та попрямувало для удару по Цейлону. Північніше у Бенгальській затоці проти судноплавства мали діяти легкий авіаносець та 5 важких крейсерів. Останні рушили 1 квітня 1942-го з південнобірманського порту Мергуй (наразі М'єй на східному узбережжі Андаманського моря) у супроводі 4 есмінців, при цьому 3 квітня цей ескорт замінили чотирма іншими есмінцями, черед яких був і «Югірі». 6 квітня крейсерський загін розділився на три групи та провів бліц на ворожих комунікаціях. «Югірі» при цьому належав до центральної групи й разом з легким крейсером «Юра» потопив два нідерландські судна Batavia (1279 GRT) і Banjoewangi (1279 GRT) та британський пароплав Taksang (3471 GRT). У підсумку рейдовий загін прибув до Сінгапура, а 13—22 квітня 1942-го «Югірі» прямував звідси до Куре, де пройшов доковий ремонт.
Невдовзі «Югірі» взяв участь в операції, яка мала за мету захоплення атола Мідвей та створення баз на Алеутських островах. Разом зі ще 10 есмінцями він охороняв загін адмірала Такасу, що здійснював прикриття операції на Алеутах та повернувся до Японії 14 червня 1942-го.
30 червня 1942-го «Югірі» разом зі ще 9 есмінцями та легким крейсером полишив Внутрішнє Японське море та 2 липня прибув на Амаміосіму (архіпелаг Рюкю). 15 липня цей загін рушив до Південно-Східної Азії, маючи за мету передусім взяти участь у новому рейді до Індійського океану, що готувався японським командуванням. Кораблі пройшли через Сінгапур, зайшли до Сабангу (острівець біля північного завершення Суматри), а 31 липня прибули до Мергуй. За добу до того сюди прибули з Японії 2 важкі крейсери у супроводі іншої групи есмінців, крім того, до Мергую збирались кораблі, що вже були у регіоні. Втім, через тиждень союзники висадились на сході Соломонових островів, що започаткувало шестимісячну битву за Гуадалканал та змусило японське командування перекидати сюди підкріплення. Як наслідок, рейд до Індійського океану скасували, а більшість зібраних для цього сил спрямували до Океанії.
8 серпня 1942-го дивізія «Югірі» полишила Мергуй. На відміну від передового загону, що поспішив для підсилення головних сил зібраного у Океанії угруповання, вона 17 серпня зайшла до Давао, звідки рушила 19 числа ескортуючи конвой з військами. 23 серпня загін зайшов на атол Трук у центральній частині Каролінських островів (тут ще до війни створили потужну базу японського ВМФ, з якої до лютого 1944-го провадились операції у цілому ряді архіпелагів).
24 серпня 1942-го «Югірі» та ще 3 есмінці й легкий крейсер розпочали ескортування 2 транспортів з підкріпленнями для Гуадалканалу. На переході 26 серпня надійшов наказ терміново доправити частину бійців на Гуадалканал, для чого в районі за 1200 км на північний захід від острова їх передали на есмінці (а транспорти вирушили під прикриттям крейсера до Рабаула — головної передової бази в архіпелазі Бісмарка, з якої здійснювались операції на Соломонових островах та сході Нової Гвінеї). Недостатній запас пального на есмінцях не дозволяв їм провести весь рейс на високій швидкості та мінімізувати перебування біля Гуадалканалу у світлу пору дня. Як наслідок, 28 серпня за півтори сотні кілометрів на північ від острова, біля північного входу до протоки між островами Санта-Ісабель та Малаїта, американська авіація атакувала загін, потопила один та пошкодила два есмінці. «Югірі» отримав пряме влучання бомбою у ходовий місток, загинуло 32 особи. Втім, есмінець зміг 30 серпня дістатись до якірної стоянки Шортленд (прикрита групою невеликих островів Шортленд акваторія біля південного завершення острова Бугенвіль, де зазвичай відстоювались бойові кораблі та перевалювались вантажі для відправлення їх далі на схід Соломонових островів). 31 серпня 1942-го «Югірі» вирушив на Трук, де пройшов аварійний ремонт, а 6 жовтня прибув до Японії для повноцінного відновлення, що тривало до 15 січня 1943-го.
25 січня 1943-го «Югірі» вирушив з Куре до Меланезії, де узявся за патрульно-ескортну службу в районах Рабаулу та Шортленду. Навесні корабель залучили до транспортних рейсів і 28 березня він разом з есмінцями «Амагірі» та «Мотідзукі» вийшов у похід до затоки Реката на північному узбережжі острова Санта-Ісабель (тут, у центральній частині Соломонових островів, знаходилась база японської гідроавіації), звідки прибув до Бугенвілю.
Існують дані, що в першій половині квітня 1943-го «Югірі» побував на Труці, причому 8—9 квітня він та ще 2 есмінці і легкий крейсер виходили для допомоги торпедованому підводним човном судну-рефрижератору «Косєй-Мару». Крейсер узявся за проведення пошкодженого корабля на буксирі, проте в якийсь момент «Косєй-Мару» затонуло.
Не пізніше початку травня 1943-го «Югірі» знову був на Шортленді. 3, 6 та 10 травня він виходив у рейси до Рекати, причому з останнього походу пройшов до Рабаула, куди прибув 12 травня.
15 травня 1943-го «Югірі» вийшов для патрулювання в районі Кавієнгу (друга за значенням японська база в архіпелазі Бісмарка на північному завершенні острова Нова Ірландія) разом з есмінцем «Амагірі». 16 числа «Югірі» був торпедований підводним човном «Грейбек», після чого «Амагірі» узяв пошкоджений корабель на буксир та 18 травня привів його до Рабаула, де «Югірі» проходив аварійне відновлення за допомогою ремонтного судна «Ямабіко-Мару». Після цього «Югірі» зміг перейти на Трук, а 24 липня — 1 серпня ескортував звідси конвой № 4723 до Йокосуки. По прибутті у Японію есмінець став на завершальний ремонт у Куре, під час якого отримав спарену установку 25-мм зенітних автоматів.
1 листопада 1943-го «Югірі» разом зі ще одним есмінцем вийшли з Токійської затоки, маючи на борту персонал та матеріальні запаси авіації, які мали доставити у Меланезію. 18 листопада кораблі прибули до Рабаулу, після чого «Югірі» узявся за походи до зони безпосередніх бойових дій. На той момент союзники вже кілька тижнів як висадились на острові Бугенвіль на заході Соломонових островів і 21 листопада 1943-го «Югірі» разом зі ще 4 есмінцями здійснили рейс до Буки (порт на однойменному острові біля північного узбережжя значно більшого Бугенвілю), куди доправили майже дев'ять сотень бійців та евакуювали шість з половиною сотень осіб.
24 листопада 1943-го той же загін вийшов у ще один похід до Буки. На цей раз він був перехоплений американськими есмінцями та розгромлений в бою біля мису Сент-Джордж. «Югірі» був потоплений артилерійським вогнем USS Charles Ausburne, USS Claxton та USS Dyson. 289 осіб з тих, хто перебував на борту, були врятовані підводними човнами I-177 та I-181.